# Universidade Federal do Ceará

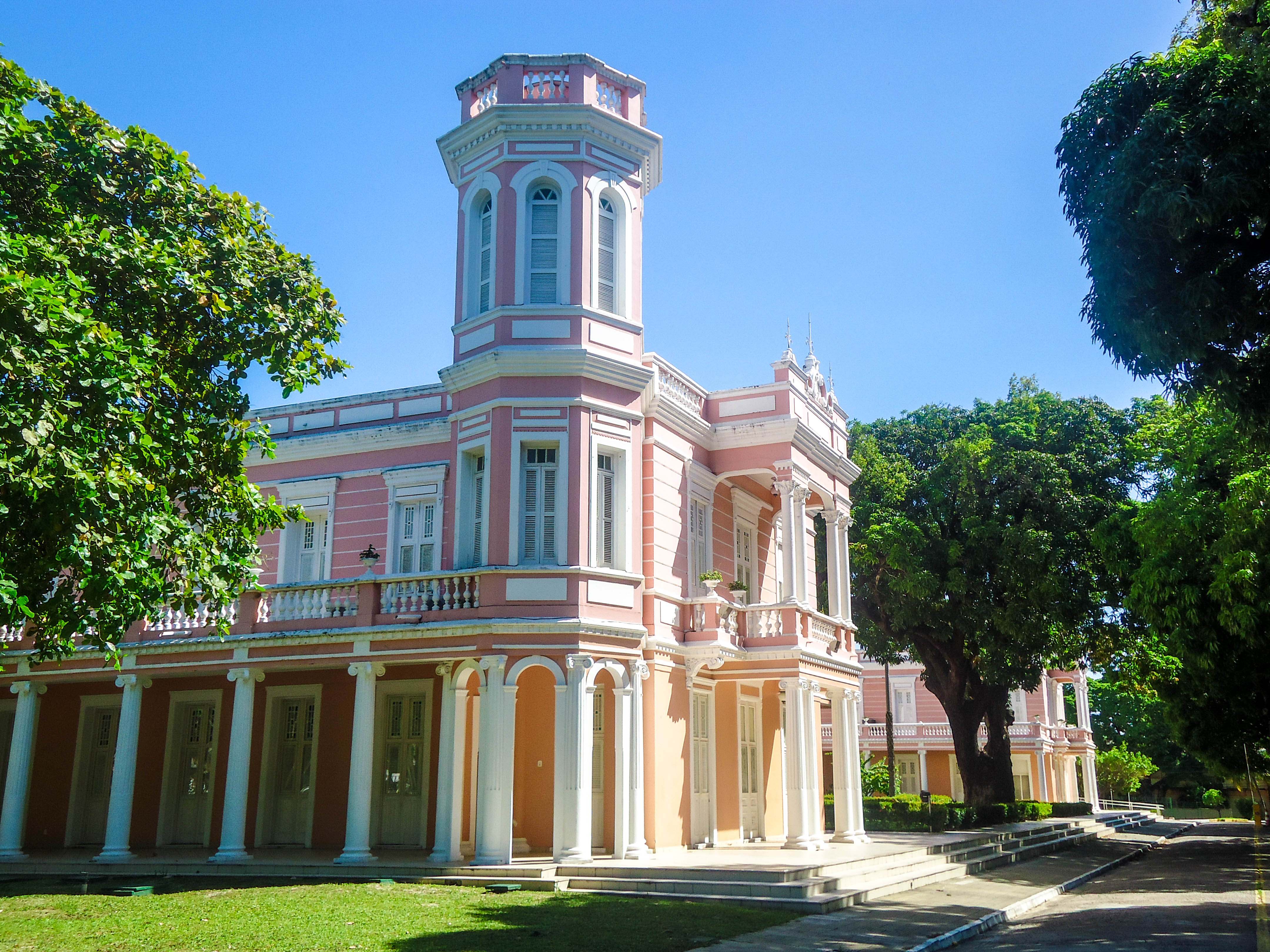
Pfarrhaus

Die Universidade Federal do Ceará (UFC, deutsch Bundesuniversität von Ceará) ist eine Bundesuniversität mit Campus in den Städten Fortaleza, Sobral, Barbalha, Russas, Quixadá und Crateús im Bundesstaat Ceará in Brasilien. UFC ist eine öffentliche Universität mit mehreren akademischen Programmen in vielen Wissensgebieten.
In Fortaleza hat die Universität drei Hauptcampus: Campus do Pici, mit den meisten Programmen in Wissenschafts- und Technologiebereichen, Campus do Benfica, der die Verwaltung der Universität und die Programme in Geistes-, Wirtschafts- und Rechtswissenschaften beherbergt, und den Campus do Porangabussu mit der medizinischen Fakultät. Der Campus von Sobral ist neu und verfügt über eine medizinische Fakultät, Computertechnik, Elektrotechnik, Finanzen, Wirtschaft, Zahnmedizin, Psychologie und Musikunterricht.

## Geschichte
UFC wurde 1955 von der brasilianischen Bundesregierung gegründet und untersteht dem Bildungsministerium. Die Universität entstand als Ergebnis einer großen öffentlichen Debatte, die 1949 begonnen hatte. Die Hauptfigur dieser Bewegung war Antônio Martins Filho, ein Intellektueller, der der erste Rektor von 1955 bis 1967 wurde sowie Rektor der 1975 geschaffenen Universidade Estadual do Ceará („Staatsuniversität von Ceará“). Die Universität selbst wurde durch das Gesetz Nr. 2.373 gegründet, im Dezember 1954 ratifiziert und begann am 25. Juni 1955 zu funktionieren. Seine Umsetzung war der Vereinigung der mehreren damals in der Stadt Fortaleza anwesenden Hochschuleinrichtungen zu verdanken: der Faculdade de Direito do Ceará, gegründet 1903 als Faculdade Livre de Direito do Ceará, der Faculdade de Farmácia e Odontologia do Ceará, gegründet 1916, der Escola de Agronomia do Ceará, gegründet 1918, und der Faculdade de Medicina do Ceará, gegründet 1948.
Heute besteht die Universität aus vier Zentren für Grundlagenforschung, Bildung und fünf Berufshochschulen und ist eine der angesehensten Universitäten Brasiliens.

## Zentren

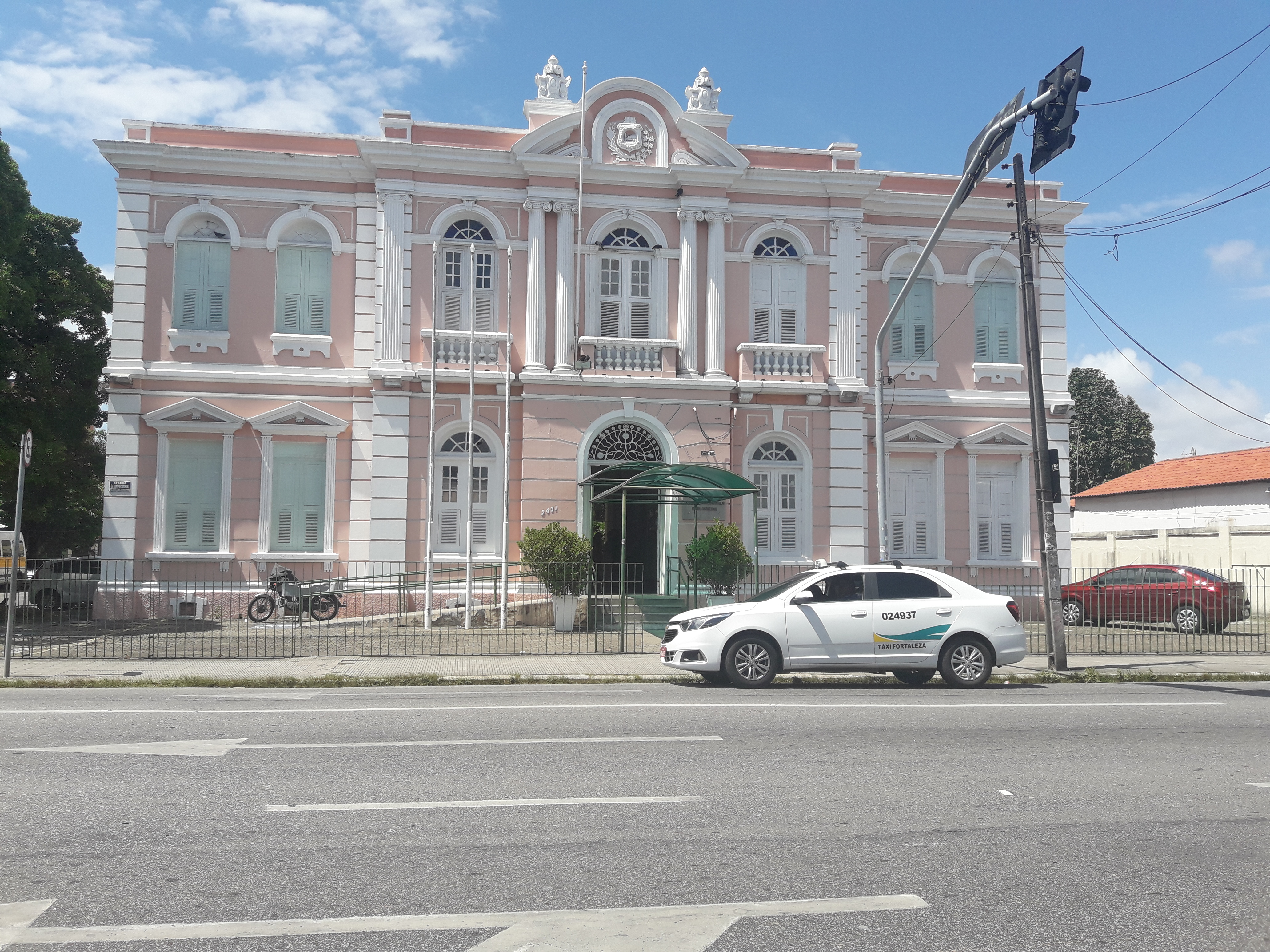
Historisches Hauptgebäude

Die Universität ist in Zentren und unabhängige Einheiten unterteilt:
- Centro de Ciências (CC)
- Centro de Ciências Agrárias (CCA)
- Centro de Humanidades (CH)
- Centro de Tecnologia (CT)
- Faculdade de Direito (FD)
- Faculdade de Economia, Administração, Atuária e Contabilidade (FEAAC)
- Faculdade de Educação (FACED)
- Faculdade de Farmácia, Odontologia e Enfermagem (FFOE)
- Faculdade de Medicina (FAMED)
- Instituto de Ciências do Mar (Labomar)
- Instituto de Cultura e Arte (ICA)
- Instituto de Educação Física e Esportes (IEFES)
- Instituto Universidade Virtual (IUVi)
- Campus da UFC em Crateús
- Campus da UFC em Quixadá
- Campus da UFC em Russas
- Campus da UFC em Sobral
- Biblioteca das Casas de Cultura Estrangeira (BCCE)
- Biblioteca de Ciências e Tecnologia (BCT)
- Biblioteca de Ciências da Saúde (BCS)
- Biblioteca de Ciências Humanas (BCH)
- Biblioteca do Curso de Arquitetura (BCA)
- Biblioteca do Curso de Física (BCF)
- Biblioteca do Curso de Matemática (BCM)
- Biblioteca da Faculdade de Direito (BFD)
- Biblioteca da Faculdade de Economia, Administração, Atuária e Contabilidade (BFEAAC)
- Biblioteca do Instituto de Ciências do Mar (BICM)
- Biblioteca de Pós-Graduação em Economia (BPGEC)
- Biblioteca de Pós-Graduação em Economia Agrícola (BPGEA)
- Biblioteca de Pós-Graduação em Engenharia (BPGE)
- Biblioteca de Medicina de Sobral (BMS)
- Biblioteca do Campus de Sobral (BCSO)
- Biblioteca do Campus de Quixadá (BCQ)
- Casa José de Alencar
- Memorial da UFC
- Museu de Arte da UFC (MAUC)
- Seara da Ciência
- Secretaria de Acessibilidade (UFC Inclui)
- Secretaria de Cultura Artística (SECULT-ARTE UFC)
- Secretaria de Tecnologia da Informação
- Hospital Universitário Walter Cantídio (HUWC)
- Hospital Universitário Assis Chateubriand (HUAC)